# Ericiolacertidae
De Ericiolacertidae zijn een familie van uitgestorven therocephalische therapsiden. De familie leefde in het Vroeg-Trias na het Perm-Trias uitsterven. Geslachten zijn: Ericiolacerta gevonden in de Fremouw-formatie van Antarctica en de Normandienformatie van Zuid-Afrika, Pedaeosaurus gevonden in de Fremouw-formatie van Antarctica en Silphedosuchus, van de Petropavlovka-formatie van Rusland, ten oosten van de Oeral. De familie bestaat uit kleine carnivoren. Hun postcanine tanden zijn overdwars vrij breed.
De familie werd in 1956 benoemd door D.M.S. Watson.
De klade is in 2013 door Adam Keith Huttenlocker gedefinieerd als alle Eutherocephalia nauwer verwant aan Ericiolacerta parva dan aan Scaloposaurus constrictus of Bauria cynops.